# Rudina
Rudina és un poble i municipi d'Eslovàquia que es troba a la regió de Žilina, al centre-nord del país.
Està situat al nord-oest de la regió, prop del curs alt del riu Vah (conca hidrogràfica del Danubi) i de la frontera amb la República Txeca i Polònia.

## Història
La primera menció escrita de la vila es remunta al 1359.

## Demografia
| Godina             | 1994 | 2004   | 2014   | 2024   |
| ------------------ | ---- | ------ | ------ | ------ |
| Nombre de persones | 1497 | 1645   | 1743   | 1799   |
| Diferència         |      | +9,88% | +5,95% | +3,21% |

| Godina             | 2023 | 2024   |
| ------------------ | ---- | ------ |
| Nombre de persones | 1803 | 1799   |
| Diferència         |      | −0,22% |